# Leszno Małe
Leszno Małe (niem. Leschno, 1938–1939 Klein Leschno, 1939–1945 Leschnau (Forst)) – osada leśna wsi Leszno w Polsce położona w województwie warmińsko-mazurskim, w powiecie olsztyńskim, w gminie Barczewo.
Miejscowość wchodzi w skład sołectwa Leszno.
W latach 1975–1998 miejscowość administracyjnie należała do województwa olsztyńskiego.
Przed 2023 r. miejscowość była osadą leśną.